# Audi A6 I
Cet article concerne la première génération de l’Audi A6. Pour des informations générales sur l’Audi A6, consultez Audi A6.
Cet article concerne la quatrième génération de l’Audi 100. Pour des informations générales sur l’Audi 100, consultez Audi 100.
Vous pouvez aider à l'améliorer ou bien discuter des problèmes sur sa page de discussion.
- Il ne cite pas suffisamment ses sources. Vous pouvez indiquer les passages à sourcer avec {{référence nécessaire}} ou {{Référence souhaitée}}, et inclure les références utiles en les liant aux notes de bas de page. (Marqué depuis mai 2024)
- Certaines informations devraient être mieux reliées aux sources mentionnées dans la bibliographie ou les liens externes. Améliorez sa vérifiabilité en les associant par des références. (Marqué depuis mai 2024)

- Archive Wikiwix
- Bing
- Cairn
- DuckDuckGo
- E. Universalis
- Gallica
- Google
- G. Books
- G. News
- G. Scholar
- Persée
- Qwant
- (zh) Baidu
- (ru) Yandex
- (wd) trouver des œuvres sur Wikidata

L'Audi A6 C4, anciennement Audi 100 C4 jusqu'en 1994, est un modèle de voiture de la catégorie grande routière du constructeur automobile allemand Audi. 
Cela en fait le premier modèle de la gamme A6 après que l'Audi 100 ait été renommée. La version sportive correspondante, la S4, est renommée S6.

## Historique

### Première série
Successeur de l'Audi 100 C3, la C4 (C4 4A en interne), également en tôle galvanisée par électrolyse, a été lancée sur le marché en décembre 1990. Un moteur essence V6 avec une cylindrée de 2,8 litres, une puissance de 128 kW (174 ch), des collecteurs d'admission variables et une disposition à 90 degrés des bancs de cylindres a été proposé pour la première fois. Le traitement était de qualité nettement supérieure à celui des modèles précédents. Avec des mesures telles que la réduction de l'espace entre les carrosseries, l'utilisation cohérente de matériaux de meilleure qualité à l'intérieur et l'entrée dans la catégorie des six cylindres, dans laquelle la concurrence avait revendiqué un territoire sûr pendant des années, Audi a fait un autre grand pas vers le segment du luxe avec la C4.
Avant l'introduction des airbags en série, le système de sécurité Procon-ten développé par Audi était de série.
La variante break "Avant" introduite en octobre 1991 avait une conception arrière complètement différente de celle de son prédécesseur, qui, en plus d'un volume de chargement plus important, avait des vitres latérales moins inclinées. Sur l'Audi 100 C3, cette inclinaison provoquait un réchauffement notable de l'intérieur lorsque le soleil brillait, ce qui a suscité de nombreuses critiques.
Le moteur essence cinq cylindres de 98 kW (133 ch) du modèle précédent était toujours disponible. En mars 1992, une version à six cylindres, d'une cylindrée de 2,6 litres et d'une puissance de 110 kW (150 ch), a été ajoutée entre les moteurs de 2,3 et de 2,8 litres. Il y avait deux versions diesel différentes avec la technologie à cinq cylindres, un moteur diesel à chambre de turbulence de 2,4 litres avec 60 kW (82 ch) et un turbo diesel de 2,5 litres et 85 kW (115 ch) avec un système d'injection à commande électronique, injection directe (procédé TDI), pompe d'injection distributrice avec régulateur de débit à commande électronique et, pour la première fois, un débitmètre d'air électronique. Les deux moteurs avaient des convertisseurs catalytiques à oxydation, le TDI était également équipé d'une recirculation des gaz d'échappement pour la réduction des NOx, qui était contrôlée par le système de gestion électronique du moteur.
Le modèle sportif de la C4 est apparu à partir d'octobre 1992 sous le nom de S4. Elle était disponible soit avec le cinq cylindres de 2,2 litres, connu, de l'Audi 200, un moteur turbo à 20 soupapes, qui après le passage à l'allumage statique délivrait désormais 169 kW (230 ch), ou avec le moteur V8 de 4,2 litres repris de l'Audi V8. Une nouveauté sur les deux modèles était l'introduction du système de freinage haute performance de deuxième génération avec des disques de frein de 314 millimètres à l'avant.

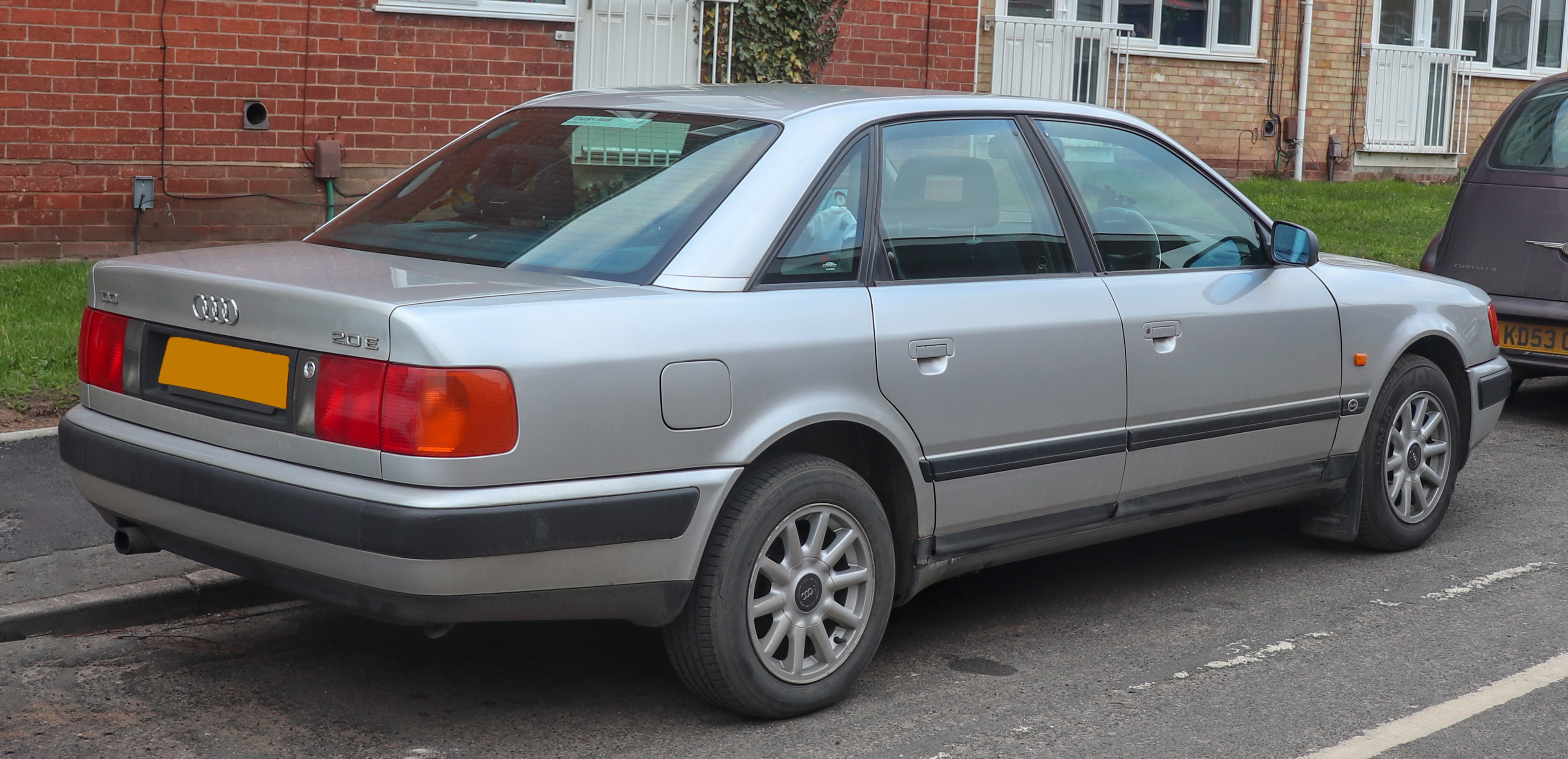
Vue arrière
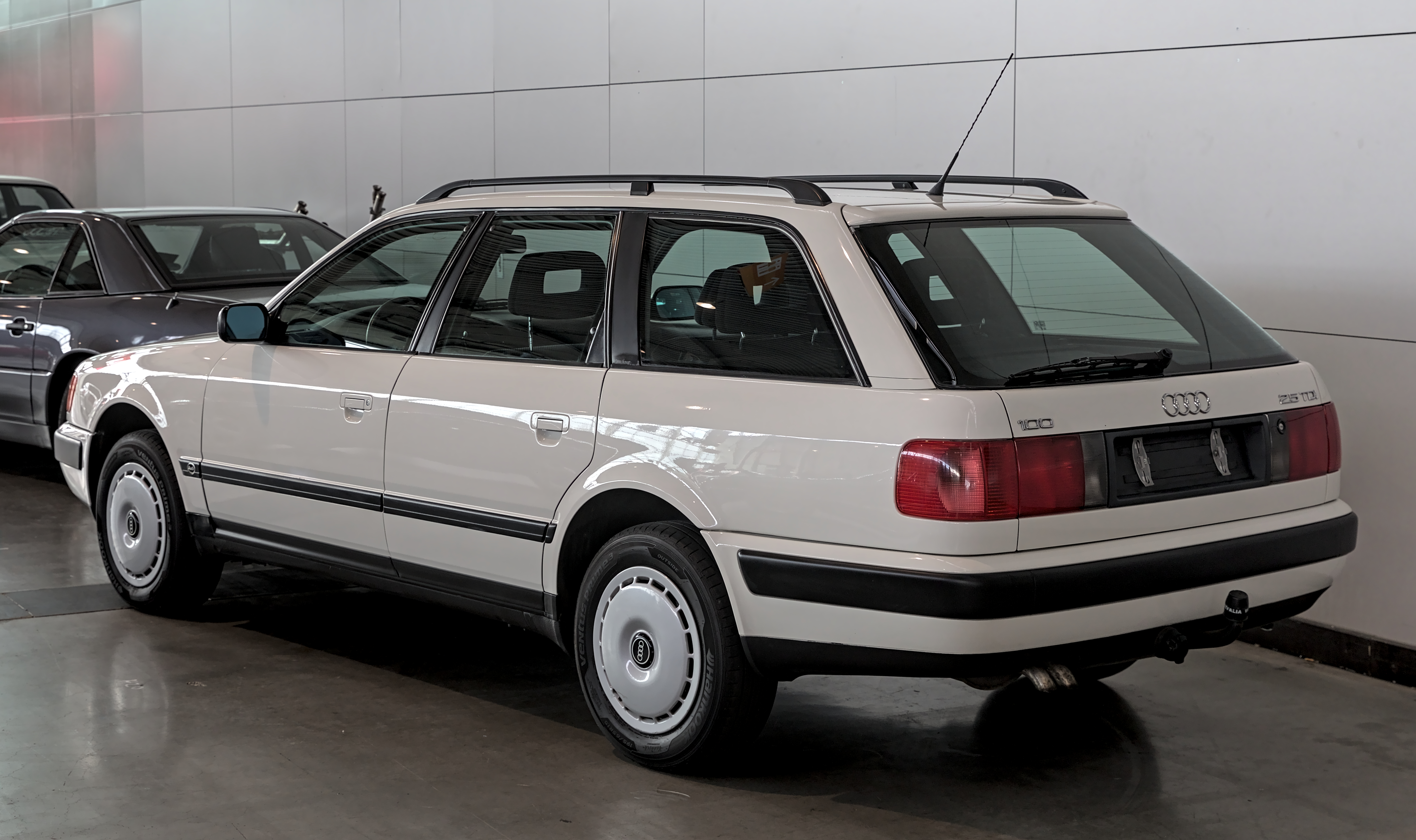
Audi 100 Avant (1991–1994)
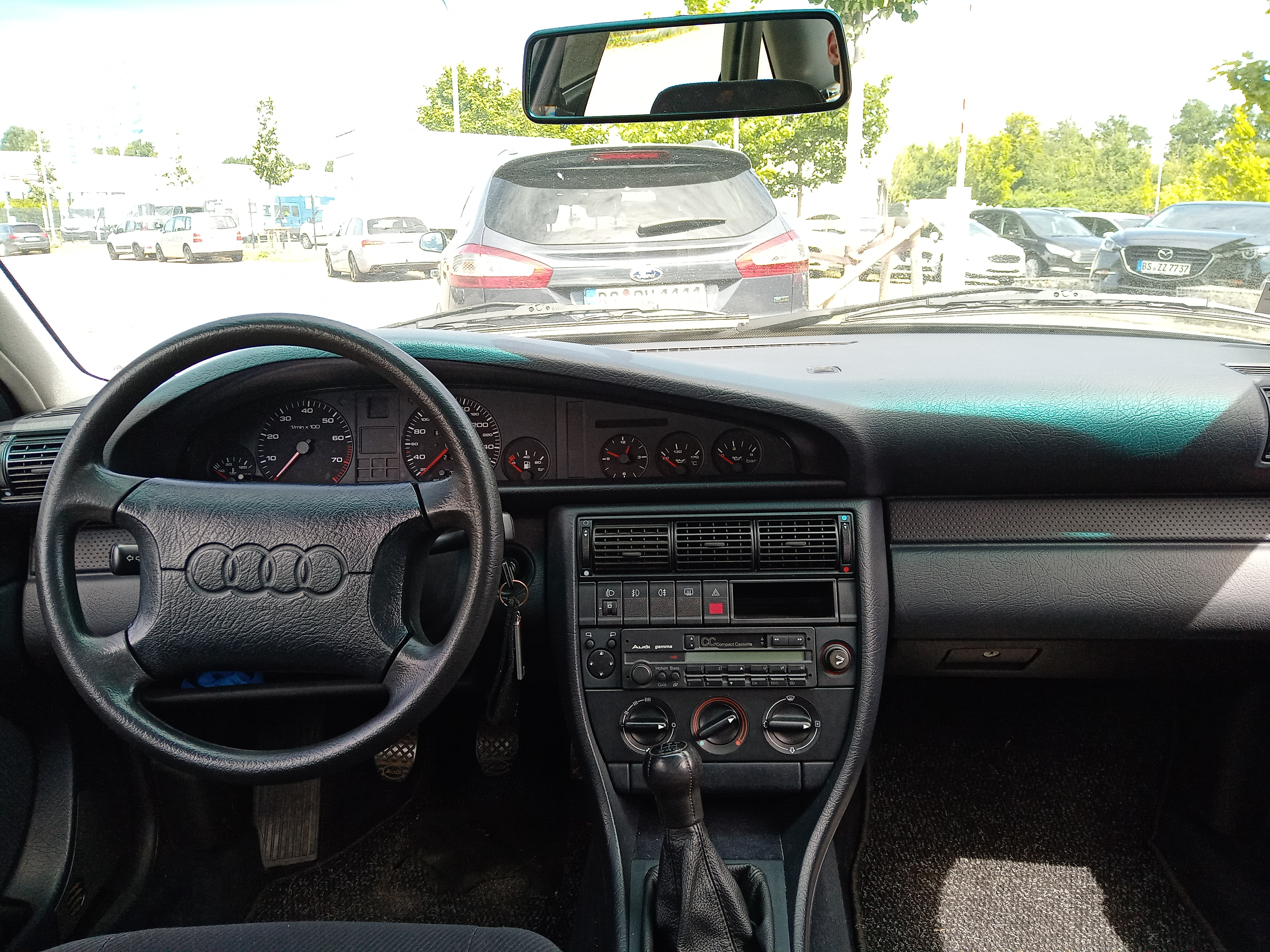
Vue de l'habitacle de l'Audi 100 C4
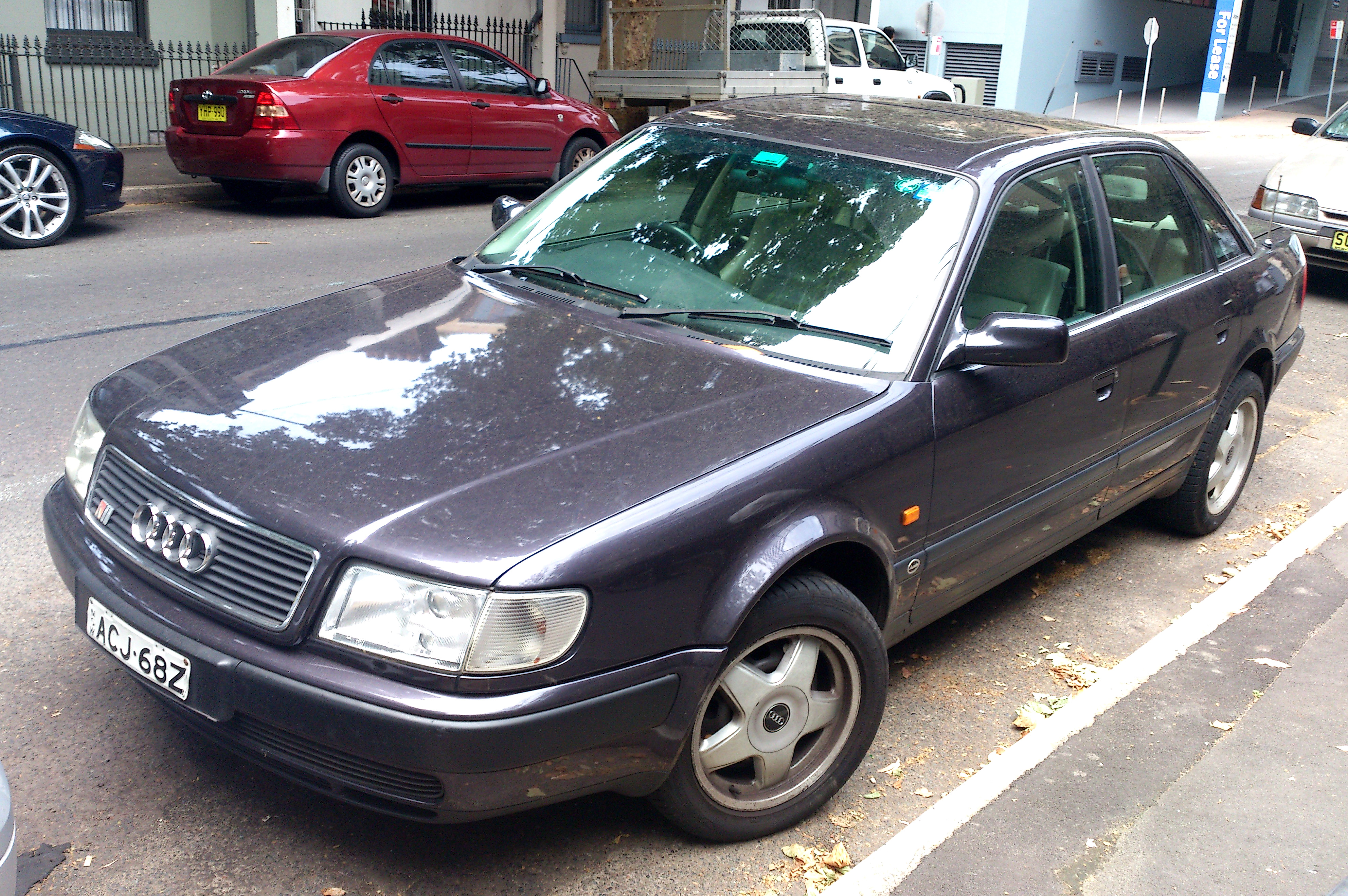
Audi S4

### Changement de nom

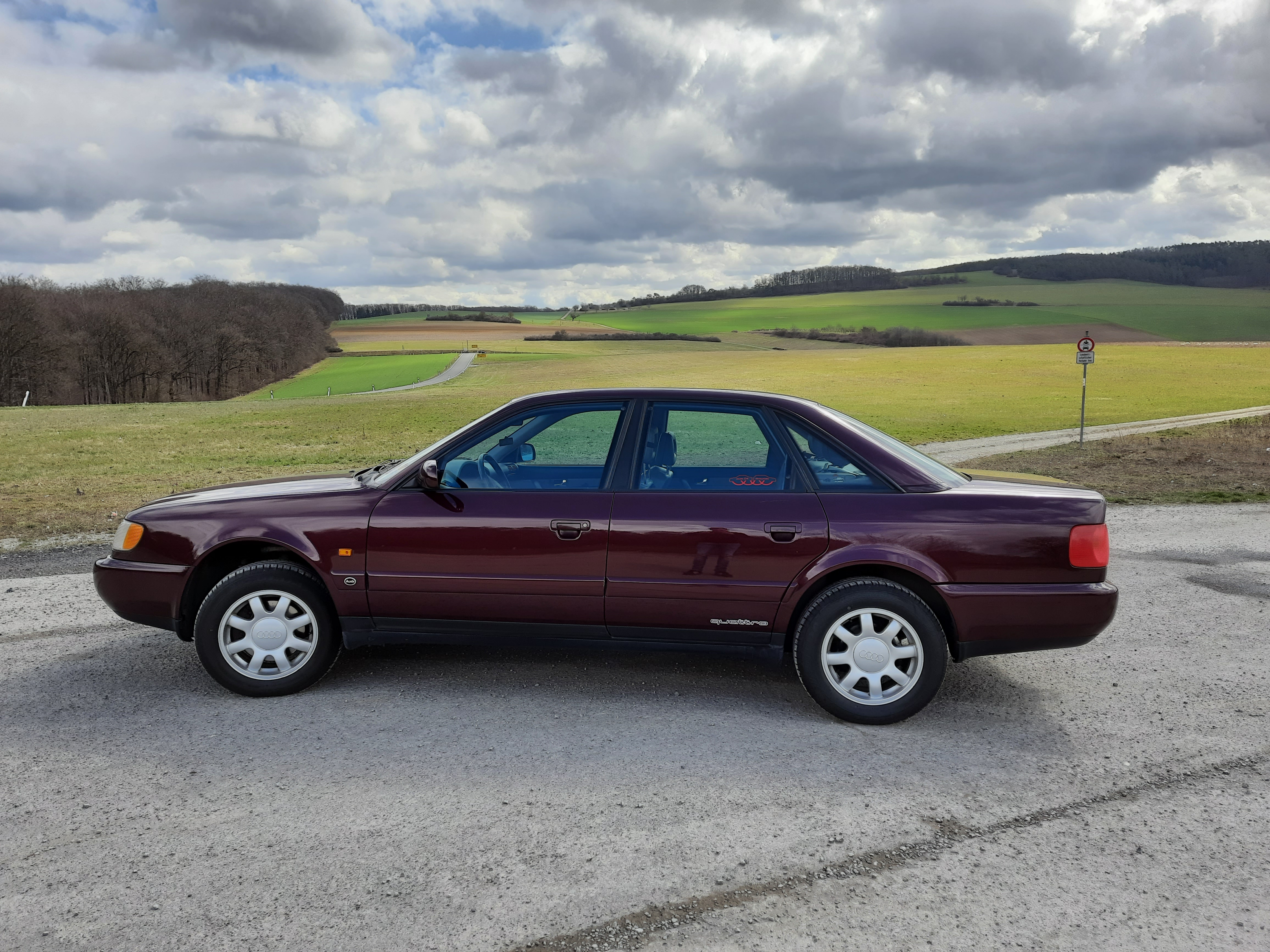
Vue latérale de l'Audi A6 berline

Le code de série "C4" (mais maintenant Type 4A) de la quatrième génération de cette gamme est utilisé pour l'Audi A6, car il ne s'agit pas d'un nouveau développement technique, mais, en réalité, uniquement d'une révision de modèle. La version révisée de l'Audi 100 C4 semble modifiée dans divers détails et a été livrée sous le nom d'Audi A6 à partir de juin 1994. La disposition technique de base est identique à celle du modèle précédent. Elle pouvait être commandé sous cette forme jusqu'en octobre 1997. Comme les modèles précédents, l'A6 C4 a la carrosserie entièrement galvanisée introduite en 1985, elle est équipée de moteurs quatre, cinq, six et huit cylindres (S6 uniquement) et propose en option le système de traction intégrale Quattro avec certaines variantes de moteur et d'équipement. Le modèle successeur est l'Audi A6 C5 entièrement nouvelle.
Le changement le plus frappant par rapport à l'Audi 100 C4, en plus de nombreuses modifications de conception, est l'introduction, dans une Audi, du moteur diesel le plus puissant à ce jour. C'est un moteur cinq cylindres en ligne avec injection directe, pompe d'injection de distributeur, turbocompresseur (turbocompresseur de dérivation), débitmètre d'air massique, recyclage à commande électronique des gaz d'échappement et purification des gaz d'échappement à l'aide d'un convertisseur catalytique. Cette unité a une puissance de 103 kW (140 ch) et est techniquement un développement approfondie du moteur de 84 kW de l'Audi 100. Avec ce moteur, cette voiture de tourisme standard diesel d'Audi est la première à dépasser la barre des 200 km/h. Ce moteur pouvait être commandé avec une transmission automatique ou, pour la première fois sur un véhicule diesel, une transmission manuelle avec six rapports de marche avant. Cette variante de moteur était également disponible en version Quattro.
Les changements visibles à l'extérieur par rapport à l'Audi 100 sur le modèle vendu en tant qu'A6 sont des pare-chocs modifiés (sans bandes de plastique noir qui semblent superposées), maintenant peint couleur carrosserie, et des bandes latérales sur les portes/ailes également de la même couleur que la peinture extérieure, qui sont considérablement réduits en termes d'effet visuel et qui donnent au véhicule un tout nouveau caractère général clairement structuré. De plus, l'avant et l'arrière ont été révisés et visuellement adaptés aux nouveaux développements, les Audi A4 et A8 qui ont également été introduites en 1994. Le rétroviseur droit est maintenant légèrement plus petit que le gauche, réduisant la zone frontale (et indirectement le coefficient de traînée). De plus, de nombreuses versions de modèles bas de gamme ont des détails d'équipement qui n'étaient auparavant proposés que dans les versions haut de gamme de l'Audi 100. Comme dans les A4 et A8, le compteur kilométrique et le compteur journalier utilisent désormais la technologie LCD. À l'intérieur, des surfaces en plastique de qualité supérieure permet d'obtenir une impression de meilleure qualité. Les sièges semblent plus précieux et un peu plus bas que dans l'Audi 100, le design des appuie-tête, introduit par Audi en 1980 avec le modèle Audi 200 C2, a été abandonné et remplacé par un nouveau design plus délicat. Les phares sont désormais uniquement équipés de la technologie DE pour les feux de croisement et antibrouillard, et la technologie halogène à deux filaments a été abandonnée; une lampe à décharge (xénon) pour les feux de croisement est désormais également disponible sur certains modèles avec des moteurs plus petits, des airbags conducteur et passager standard remplacent le procon-ten.

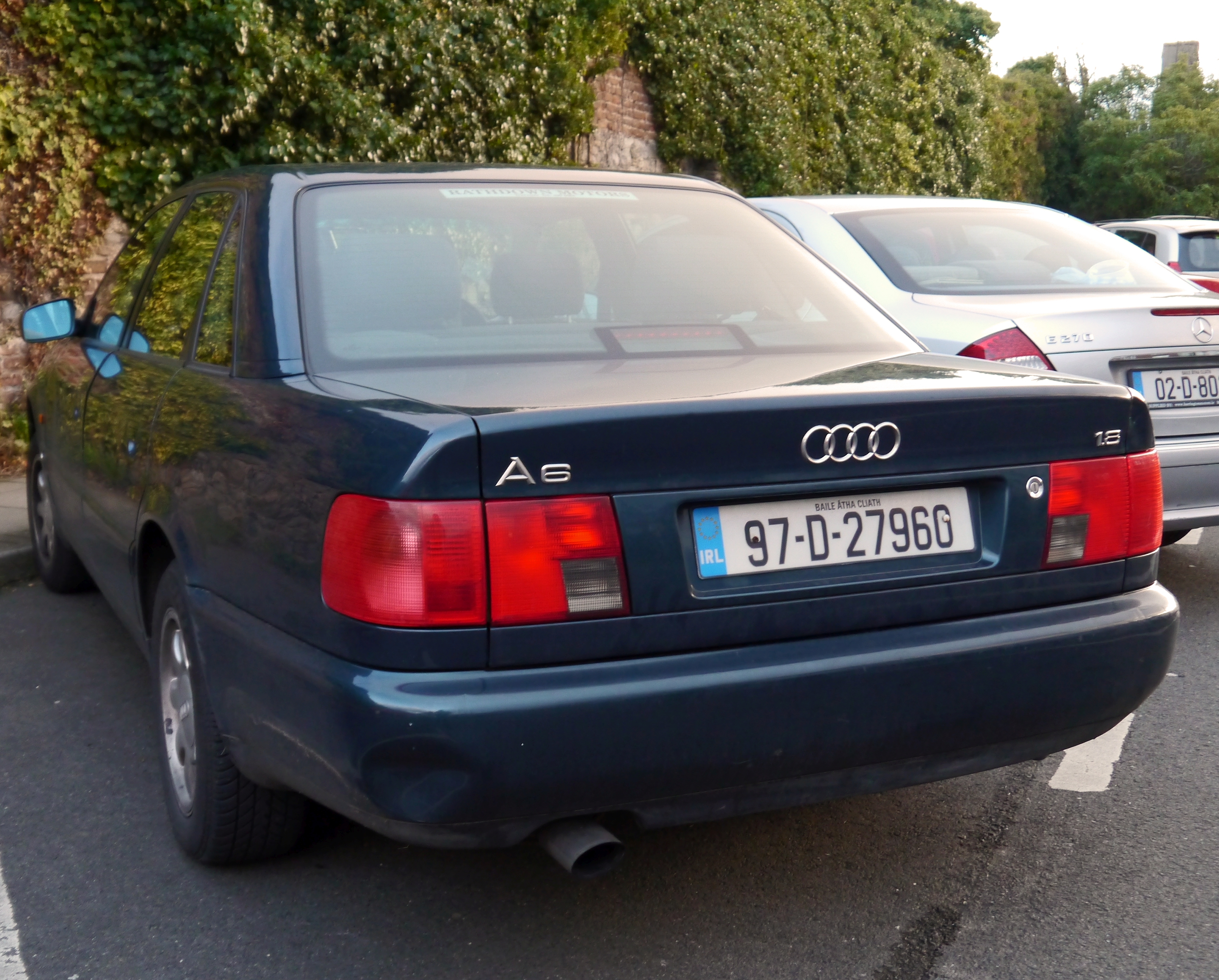
Vue arrière
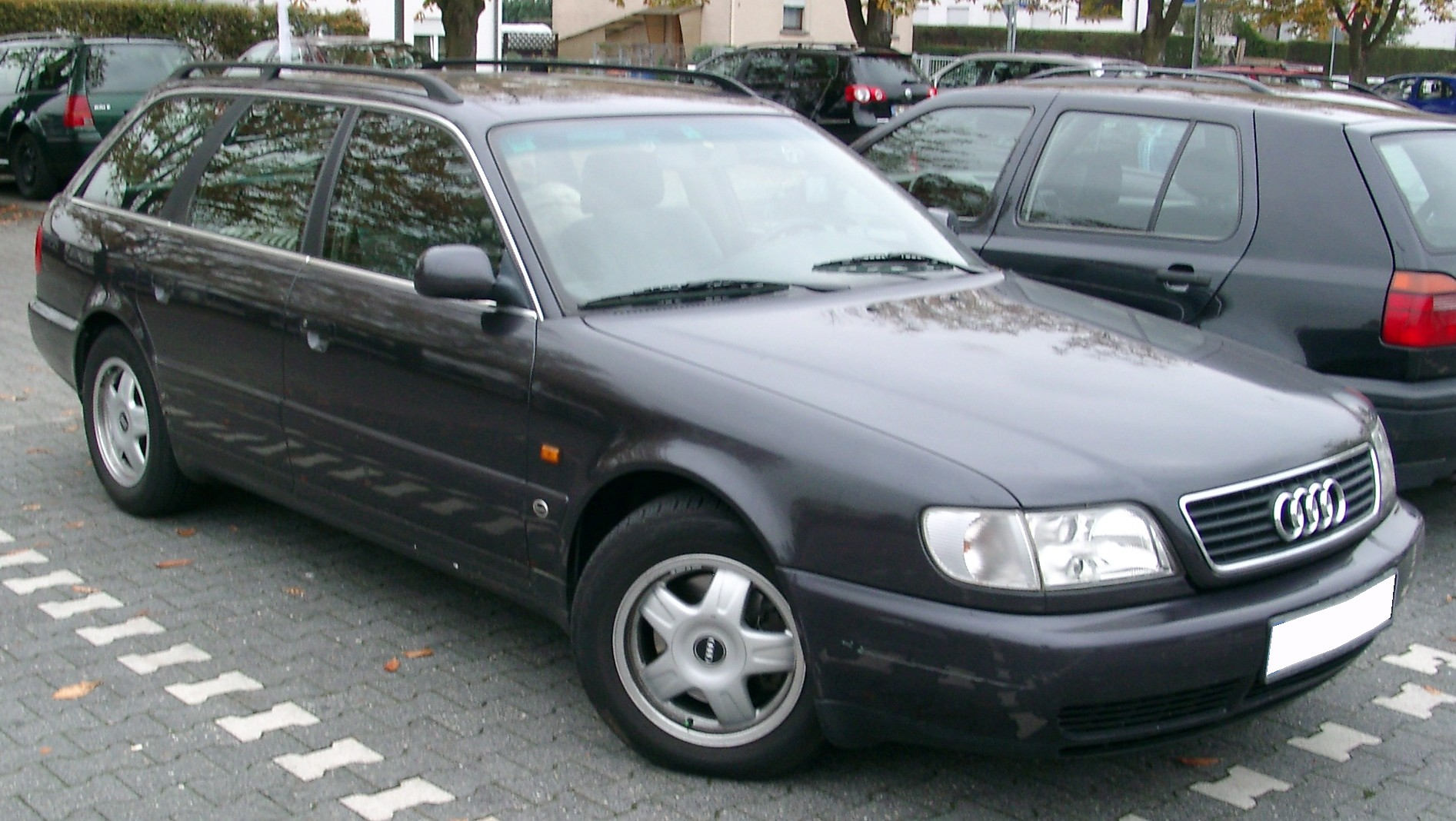
Audi A6 Avant
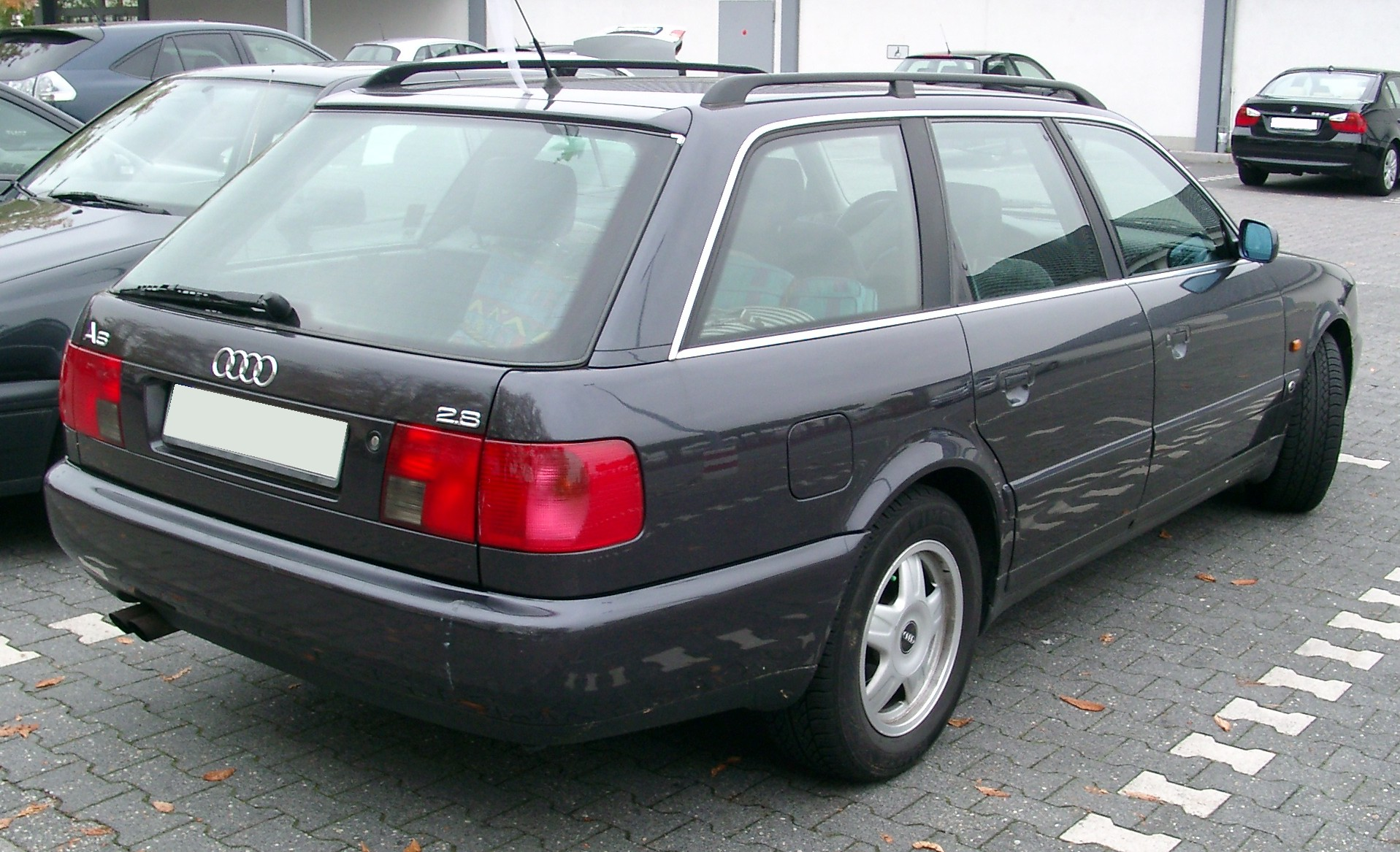
Vue arrière
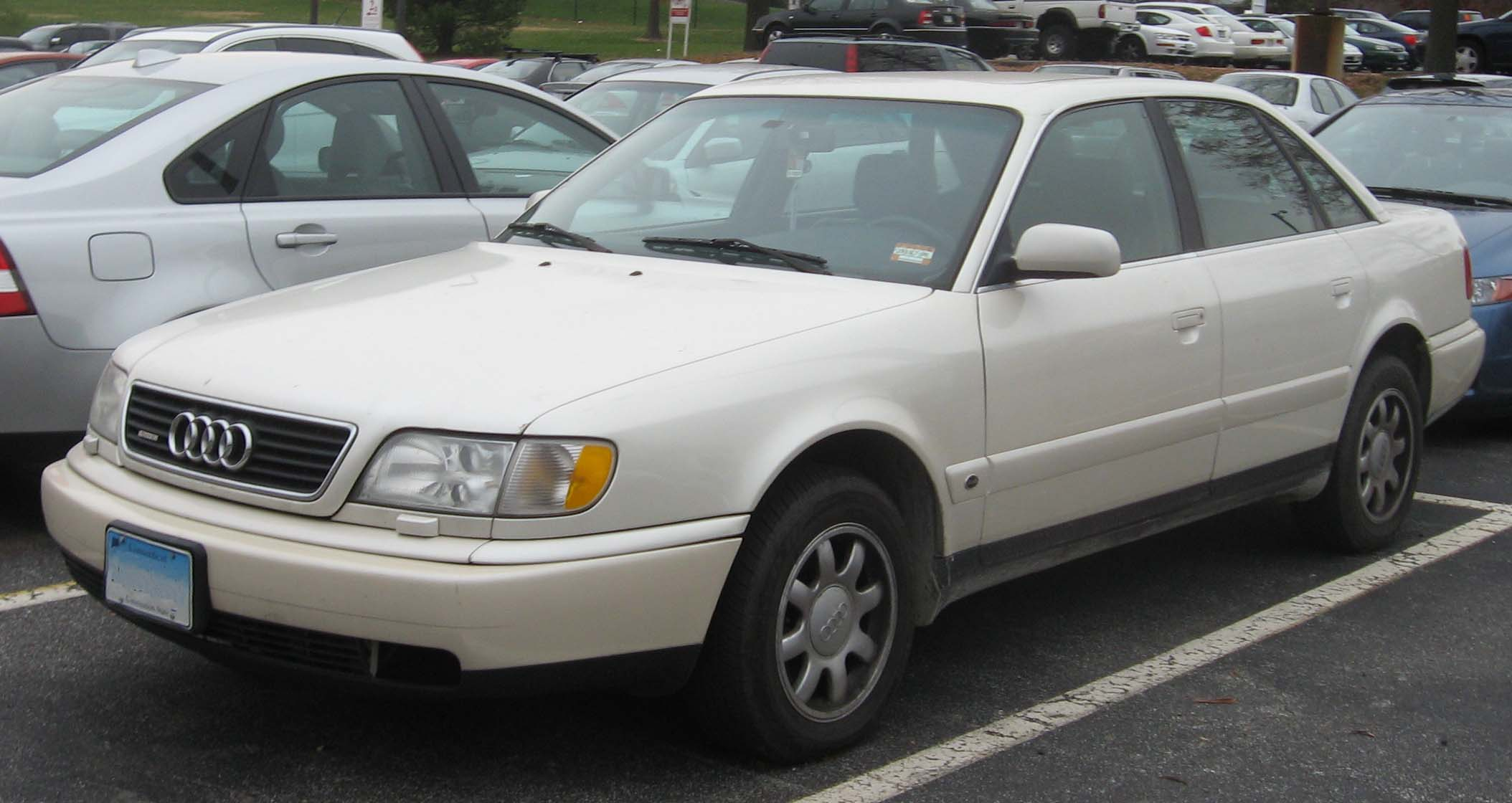
Audi A6 de spécification américaine avec lentille de clignotant ambre
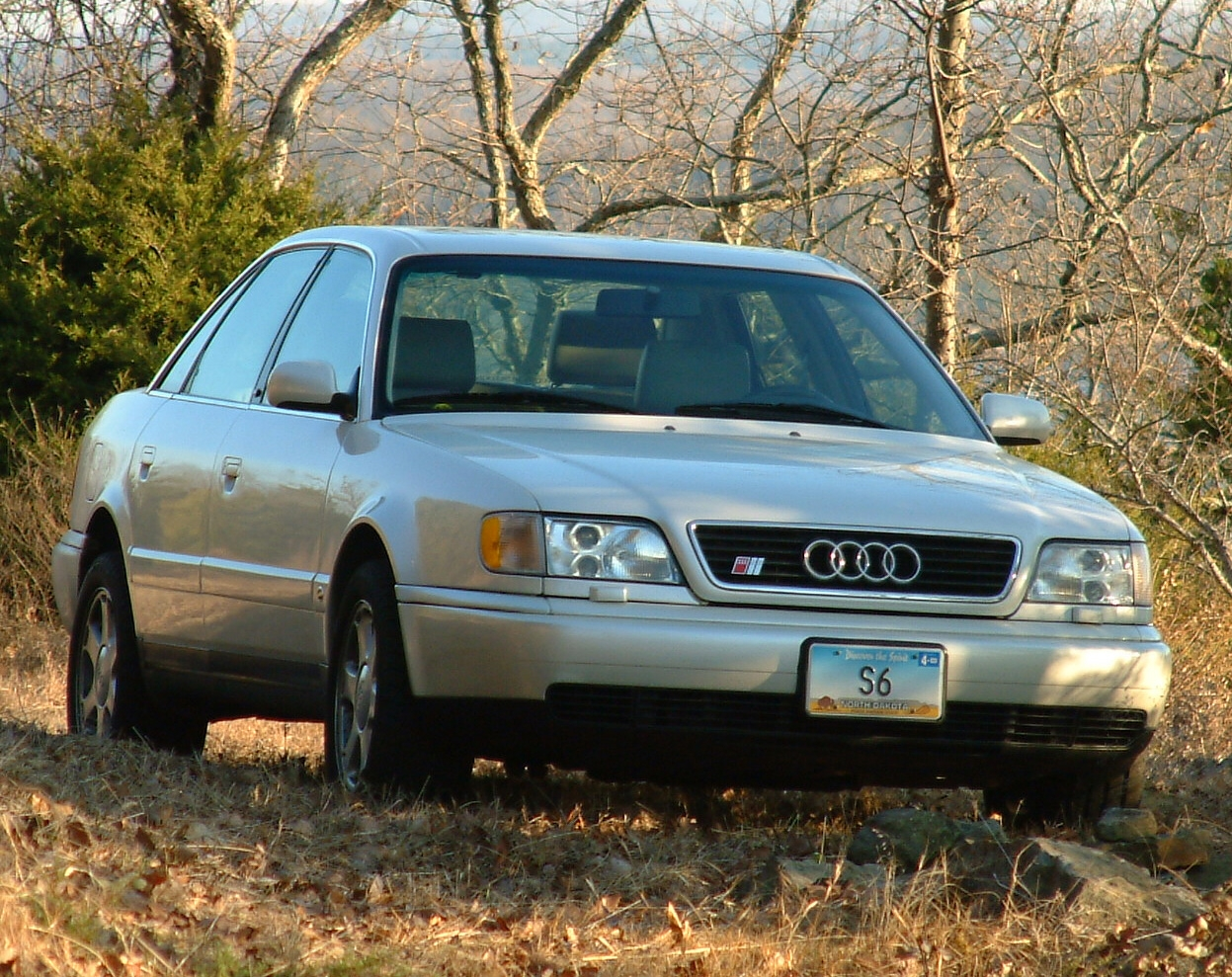
Audi S6 (spécification américaine), intérieur

### Versions sportives
Vers la fin de la période de construction, Audi a présenté une autre version sportive de l'A6, en plus de l'Audi S6 (C4), en mars 1996 : l'Audi S6 Plus, exclusivement avec un puissant moteur V8 de 4,2 litres. La S6 standard était disponible avec le choix d'un moteur cinq cylindres à quatre soupapes par cylindre turbocompressé de 2,2 litres ou d'un V8 (également à quatre soupapes par cylindre) qui produisait 213 kW (290 ch). La S6 Plus a été fabriquée en tant que berline et break (Avant) par quattro GmbH à l'usine de Neckarsulm. Les deux styles de carrosserie partageaient le moteur V8 de 4,2 litres de la S6; ses performances ont augmenté en partie grâce à l'utilisation d'une carte modifiée dans le système de gestion du moteur et en partie grâce à l'utilisation d'un réglage moteur classique à 240 kW (326 ch). Seulement 97 berlines et 855 breaks S6 Plus ont été construits jusqu'en 1997. Apparemment, il n'y a actuellement même pas 20 berlines encore immatriculées en Allemagne.
Dans l'Audi A6/S6, un contrôle très précis du cycle de produit a été mis en œuvre pour la première fois pour lutter contre une corrosion définie sur différentes parties de la carrosserie. Sur cette base, Audi a pu accorder une garantie de douze ans contre la rouille, qui était cependant liée à diverses conditions (respect méticuleux des intervalles d'entretien).
En République populaire de Chine, FAW-Volkswagen a produit l'Audi A6 C4 de 1998 à 2003 en tant que successeur de l'Audi 200 Lang.